# Ernst Ludwig Heim
 (juin 2023).

Timbre-poste 1984

Ernest Ludwig Heim (né le 22 juillet 1747 à Solz et mort le 15 septembre 1834 à Berlin) est un médecin prussien. Pionnier de l’inoculation dans les pays de langue allemande, il a été fait citoyen d'honneur de Berlin en 1822.

## Origine
Heim est le fils du pasteur Johann Ludwig Heim (1704-1785), qui a entre autres écrit la Hennbergische Chronik. Sa mère Dorothea Regina Wagner (1719-1764), la fille du pasteur de Friedelhausen Christoph Sigismund Wagner et de Magda Regina Schelhas. Il a des frères et sœurs qui sont également scientifiquement actifs :
- Johann Ludwig Heim (de) (1741–1819): Conseiller et vice-président du Consistoire à Meiningen, a écrit: Geologische Beschreibung des Thüringer-Wald-Gebirges (1796-1812)
- Georg Christoph Heim (1743–1807): pasteur à Gumpelstadt, a écrit la Flora germanica (1799–1800)
- Friedrich Timotheus Heim (1751–1820) : pasteur à Effelder, a écrit la Systematische Classifizierung der Kirschensorten (1819)

## Biographie
Après avoir terminé ses études, Heim obtient son doctorat en médecine en 1772. À partir de 1775, il vit à Spandau près de Berlin, en 1776 il est nommé médecin de la ville et plus tard médecin d'arrondissement du Havelland. Sur la maison Reformationsplatz 2 dans la vieille ville de Spandau, l'ancienne maison des officiers, une plaque commémorative rappelle Ernst Ludwig Heim, qui y a son appartement officiel.
En 1783, il s'installe au Gendarmenmarkt à Berlin et ouvre un cabinet dans la Markgrafenstrasse . Il y gagne une grande reconnaissance et une grande popularité. Chaque année, il traite trois à quatre mille patients, et en tant que médecin des pauvres, il soigne gratuitement de nombreux patients pauvres et prend souvent en charge les frais de médicaments. Heim ne fait aucune différence dans le traitement des patients, mais se fait remarquer par ses remarques drôles ou parfois grossières, qui sont considérées comme des exemples de sa popularité auprès du petit peuple. Heim est ainsi considéré à son époque comme un "original", dont voici quelques exemples : À l'égard du prince électeur de Hesse, il remarque en passant "Sérénissime est aussi raide que je me suis toujours imaginé un vrai prince électeur" ou à un lieutenant "La toux vient soit des poumons, soit de la boisson. Mais votre toux n'est pas d'origine pulmonaire".
À Berlin, il effectue les premières vaccinations (vaccination contre la variole) avec la vaccination  mis au point par Edward Jenner. Après une visite médicale chez les Humboldt à Tegel, il enseigne la botanique à Alexander von Humboldt, huit ans. Il est le dernier médecin traitant de la reine prussienne Louise.
Aux côtés de Carl Ferdinand Sigismund Boehm (mort en 1828), Georg Heinrich Boehr (de), Johann Goercke (de), Abraham Wall (mort en 1805) et Georg Adolph Welper (1762-1842), il est membre fondateur de la Société des six médecins, fondée le 15 janvier 1799 et probablement absorbée par la Société de chirurgie médicale, fondée en 1810. En mai 1801, Christoph Wilhelm Hufeland  s'y joint. Les réunions ont lieu dans les appartements privés des médecins.

## Famille
Il se marie avec Charlotte Maecker (1764-1842) à Spandau en 1780. Elle est la fille du marchand Johann Peter Maecker (mort en 1794) et Maria Catherine Tesmer. Heim a deux fils et six filles avec sa femme :
- Johan Ludwig Ernst (né et mort en 1781)
- Marie Christiana (né et mort en 1781)
- Marie Christiane (1782–1850) mariée eb 1804 avec Carl Wilhelm Eimbeck (1776–1840), membre du Conseil d'État[1]
- Henriette Wilhelmine (1783–1820) mariée avec Wilhelm Heinrich von Grolman (né le 28 février 1781 et mort le 1er janvier 1856), président de la Cour suprême, fils de Heinrich Dietrich von Grolman
- Caroline Ernestine (1786-1786)
- Caroline Wilhelmina (née le 30 octobre 1787 et morte le 30 mars 1862) mariée en 1810 avec Abraham Friedrich Heinrich von Arnim (né le 3 mars 1777 et mort le 30 janvier 1845)
- August Wilhelm (1789–1850) marié avec Friederike Caroline Wilhelmine Juliane von Faudel (née le 12 septembre 1803 et morte en 1873)
- Auguste Juliana (née le 31 mai 1792 et morte le 3 août 1820) mariée en 1812 avec Georg Wilhelm Keßler (de) (né le 24 mars 1782 et mort le 18 mai 1846), président de district d'Arnsberg
- Ida (née le 12 septembre 1796 et morte le 28 janvier 1873) mariée en 1815 avec Ulrich von Barner (de) (1786–1846), lieutenant général prussien[2]

Une certaine Luise Heim fait don d'un orgue Kühn à l'église de Solz, son lieu de naissance, à la fin du 19e siècle, ainsi que de l'horloge du clocher qui fonctionne encore aujourd'hui en 1890.

## Honneurs

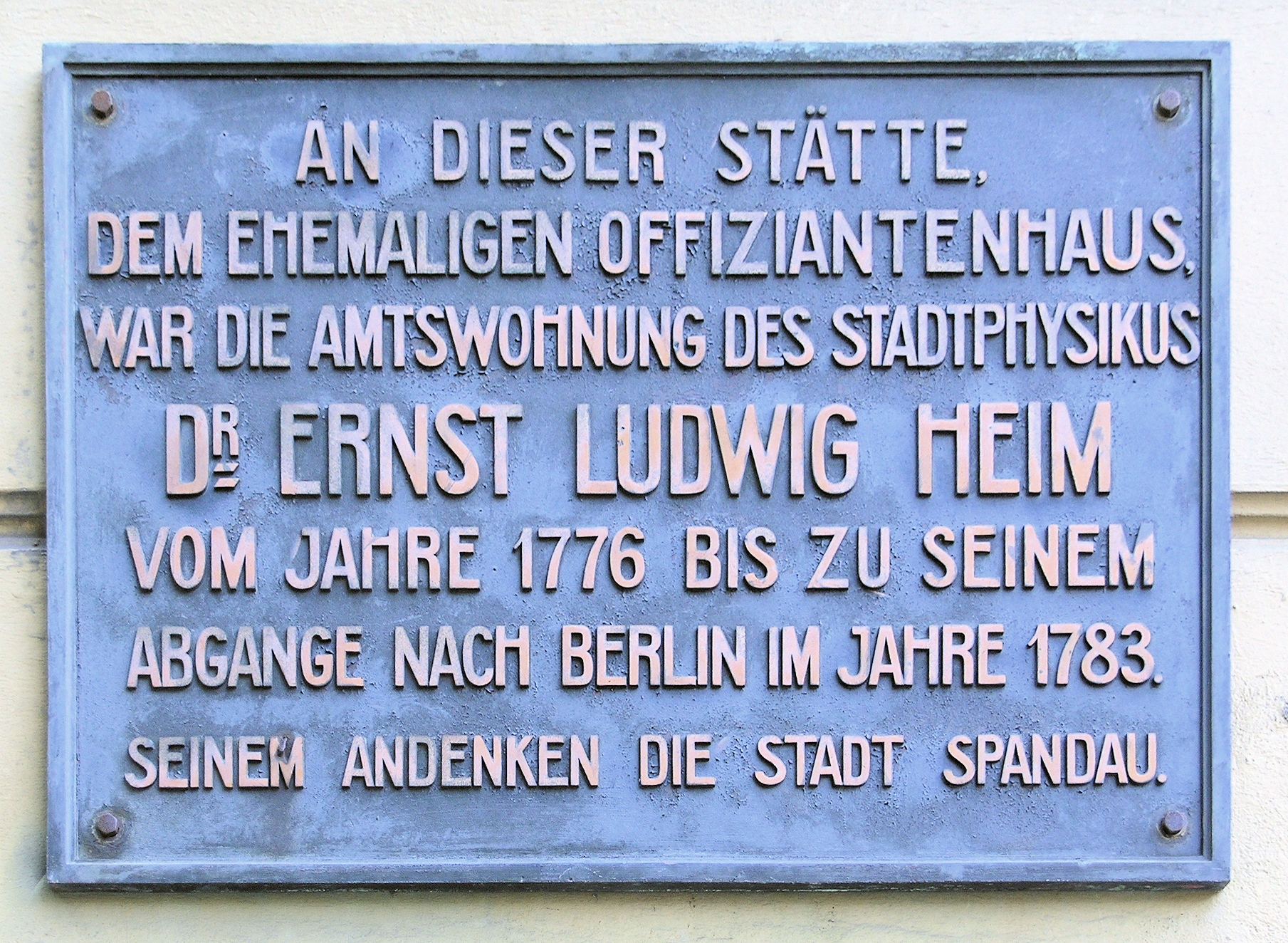
Plaque commémorative à Reformationplatz 2, à Berlin-Spandau

Heim devient citoyen d'honneur de Berlin (de) en 1822 à l'occasion de son 50e jubilé de doctorat en raison de ses décennies d'altruisme. Le 28 novembre 1822, il est élu membre (numéro d'enregistrement 1246) de la Léopoldine avec le surnom académique Zimmermann I.
Heim est un chevalier de l'ordre de l'Aigle rouge de 3e classe et chevalier de l'ordre royal de l'Étoile polaire.
Sa tombe au cimetière II de la Jérusalem et Nouvelle Église à Berlin-Kreuzberg, Zossener Straße (de), Abt. 3.1 est incluse dans la liste des sépultures honorifiques de la ville de Berlin.
Des institutions publiques et des rues de Berlin portent le nom de Heim, et de nombreux monuments sont érigés en son honneur - on trouve notamment un buste réalisé par le sculpteur Siegfried Wehrmeister en 1986 sur la Helene-Weigel-Platz (de) à Berlin-Marzahn - et plus de 16 biographies sont publiées à ce jour.
La Deutsche Bundespost Berlin honore le médecin à l'occasion de son 150e anniversaire. anniversaire de sa mort en 1984 sur un timbre, où son humour s'exprime aussi par un clin d'œil.
Un genre américain de plantes de la famille Lythraceae est nommé Heimia en son honneur,.

## Publications
- A. [August Friedrich Gottlieb] Paetsch (Hrsg.): Dr. Ernst Ludwig Heim’s Vermischte medicinische Schriften. F.A. Brockhaus, Leipzig 1836 .